# Ludvik Mrzel
Ludvik Mrzel (pseudonim Frigid) (n. 28 iulie 1904, Loka pri Zidanem Mostu, Comuna Sevnica, Slovenia – d. 29 septembrie 1971, Ljubljana, Republica Socialistă Slovenia, RSF Iugoslavia) a fost un scriitor, poet, disident și jurnalist sloven.

## Viața timpurie și cariera dinainte de război
Ludvik Mrzel s-a născut la 28 iulie 1904 în Loka pri Zidanem Mostu, Austro-Ungaria, acum în Slovenia. După terminarea școlii elementare, s-a înscris la o școală secundară, din care a fost exmatriculat pentru că a participat la o grevă a minerilor din Trbovlje. El a folosit această experiență ca sursă de inspirație a colecției sale din 1937 de povestiri Bog v Trbovljah (Dumnezeu în Trbovlje). Mrzel și-a terminat studiile secundare în Jagodina și Ćuprija, Serbia. S-a înscris apoi la facultatea de medicină, dar în curând a început să studieze filozofie și studii slavice.
Mrzel și-a găsit un loc de muncă ca jurnalist și a lucrat ca redactor la revistele Mladina și Svobodna mladina. A scris articole literare și de artă pentru ziarul Jutro și, de asemenea, a scris versuri lirice, romane și povestiri colorate social. Stilul său literar a inclus expresionismul și realismul social. A publicat, de asemenea, recenzii de cărți și teatru și rapoarte despre evenimentele culturale ale emigranților sloveni în Statele Unite ale Americii.

## Al Doilea Război Mondial
În timpul celui de-Al Doilea Război Mondial, Mrzel a fost prizonier în închisorile italiene și germane, inclusiv în lagărul de concentrare de la Dachau. După eliberarea deținuților de către armata americană, a ajuns redactorul unui periodic despre acest lagăr, Dahavski poročevalec (Reporterul de Dachau).

## Perioada postbelică
După întoarcerea sa în Slovenia, a devenit directorul Teatrului Național Sloven și director asistent al Teatrului Național din Maribor.
În 1945, comuniștii sub conducerea lui Iosip Broz Tito au preluat controlul Sloveniei și au stabilit un guvern comunist. În consecință, mulți scriitori și jurnaliști, inclusiv Mrzel, care au criticat pe Tito și regimul comunist, au fost arestați și închiși. În cele din urmă, Mrzel a fost considerat o „persoană insuficient de cultă pentru construirea socialismului”. A fost acuzat de „misticism” și „fetișism literar” și, în cele din urmă, a fost condamnat la 12 ani de închisoare în 1949, în timpul proceselor Dachau. Și-a ispășit pedeapsa în Ljubljana, Bileća⁠(d) și în insula Goli Otok înainte de a fi eliberat condiționat la 20 octombrie 1955. După eliberare, s-a întreținut ca scriitor și traducător independent. Mai întâi a locuit cu sora sa în districtul Polje⁠(d) din Ljubljana și apoi în Piran și în Zagradec. A fost parțial grațiat în 1971. În ciuda eliberării sale, Mrzel a fost ținut sub supraveghere de către poliția secretă comunistă (Uprava državne bezbednosti, UDBA).
Traducerile lui Mrzel includ basme rusești și ucrainene și scrieri de Knut Hamsun, Alexis Steiner, Theodor Plievier⁠(d), Franz Werfel, Antonius Roothaert, Vasili Ciuikov, Andrei Eriomenko, Günther Anders, Jean Rousselot, John Knittel, Sergei Alexandrovici și Karl May.
Mrzel a murit la 29 septembrie 1971 la Ljubljana.

## Lucrări (selecție)
- Luči ob cesti (Lumini de-a lungul străzii; schițe, 1932)
- Peter se zbudi v življenje (Peter se trezește în viață; roman, 1933)
- Bog v Trbovljah (Dumnezeu în Trbovlje; povestiri, 1937)
- Ogrlica (Colierul; poezie, 1962)